# VIVA Zwei
VIVA Zwei (en español, VIVA Dos) fue un canal de televisión alemán por cable y satélite, perteneciente a VIVA, que estaba especializado en música alternativa. Existió desde 1995 hasta 2002.

## Historia
El canal musical alemán VIVA, que había comenzado sus emisiones en 1993 a través del cable y satélite, puso en marcha un segundo canal llamado VIVA II a partir del 21 de marzo de 1995. En sus primeros años, la programación de la nueva señal estaba dedicada a grandes éxitos de las décadas de 1970 y 1980, aunque luego se añadieron otros formatos sin cabida en VIVA, en especial programas de rock.
A partir de 1998, VIVA Zwei se transformó en un canal dedicado a la música alternativa, con formatos transgresores dirigidos al público juvenil y una nueva imagen corporativa. Para anunciar la nueva programación, el 7 de septiembre de 1998 se hizo un relanzamiento llamado Die Wende («el cambio») que consistía en dejar la emisión boca abajo, incluyendo publicidad, durante las primeras 24 horas.
Desde 1998 hasta 2002, la programación de VIVA Zwei consistía en videoclips, conciertos y entrevistas a grupos y solistas de diferentes géneros musicales. Las noches de los fines de semana se reservaban a sesiones de música electrónica. Mientras VIVA tenía un enfoque mainstream, VIVA Zwei era una señal alternativa para otros estilos.
A finales de 2001, Time Warner anunció el cese de emisiones de VIVA Zwei a partir del 1 de enero de 2002, debido a problemas económicos de la matriz. Algunos programas como Fast Forward (videos y entrevistas) y 2Step (música electrónica) fueron trasladados a VIVA, pero la mayoría dejaron de producirse. Durante una semana el canal solo ofreció videoclips y una despedida, hasta que el 7 de enero del mismo año se produjo el cese de emisiones. De inmediato el canal fue reemplazado por VIVA Plus, dedicado en exclusiva a emitir videoclips de música pop a través de peticiones por SMS.